# Jan Žert
Jan Žert (* 1974 in Wuppertal als Jan Hendrik Kaufhold) ist ein deutscher Musiker und Filmkomponist.
Jan Žert produziert und veröffentlicht seit Mitte der 1990er Jahre Musik. 
Musikalische Stile neben (experimenteller) elektronischer Musik sind Post-Rock, Shoegazing, Noise-Rock und Ambient. 
Frühe Kollaborationen mit Eroc (Grobschnitt), Andi Toma von Mouse on Mars und dem Londoner Space-Rock-Duo Amp sind auf den englischen Independent Labels Ochre Records und Space Age Recordings erschienen.
Seit 2014 veröffentlicht Jan Žert unter dem Projektnamen The Two Prisons (IIII IIII) u. a. auf dem Mailänder Label Luminol Records.
Die ersten Filmmusiken entstanden in Zusammenarbeit mit Studierenden der Kunsthochschule für Medien Köln. 
Mit dem Kurzfilm Driving Elodie (in der Hauptrolle die französische Schauspielerin Élodie Bouchez) begann die enge Zusammenarbeit mit dem Regisseur und Drehbuchautor Lars Henning. Das bislang letzte gemeinsame Projekt war der Tatort: Der Turm für den Hessischen Rundfunk.

## Filmografie (Auswahl)
- 2009: Driving Elodie (Kurzfilm)
- 2010: Oshima (Kurzfilm)
- 2016: Kaltfront
- 2017: Zwischen den Jahren
- 2018: Tatort: Der Turm